# 鱼岳镇
鱼岳镇，是中华人民共和国湖北省咸寧市嘉鱼县下辖的一个乡镇级行政单位。

## 行政区划
鱼岳镇下辖以下地区：
东街社区、南街社区、西街社区、北街社区、茶庵社区、梁家山社区、方家庄村、十景铺村、南门湖村、铁坡村、陆码头村、石矶头村和护县洲村。